# Steinway & Sons
Steinway & Sons, znan tudi samo kot Steinway () je ameriško-nemški proizvajalec ročno izdelanih klavirjev. Med glasbeniki uživa velik ugled kot proizvajalec visokokakovostnih klavirjev in je vpliven inovator. Lastniki so za svoje iznajdbe prejeli 126 patentov. Njihov najznamenitejši izdelek, koncertni klavir Steinway D-274, je prva izbira večine koncertnih pianistov. Poleg klavirjev lastne proizvodnje Steinway & Sons prodaja tudi klavirje nižjega cenovnega in kakovostnega razreda drugih proizvajalcev pod blagovnima znamkama Boston ter Essex.
Podjetje je ustanovil nemški imigrant Heinrich Engelhard Steinweg (kasneje je prevzel ime Henry E. Steinway) leta 1853 na Manhattnu v New Yorku. V nadaljnjih letih je intenzivno raslo in odprlo tovarno ter spremljajoče delavsko naselje v četrti Astoria v Queensu, nato pa še tovarno v nemškem Hamburgu.